# Cục Thuế (Việt Nam)
Cục Thuế là đơn vị thuộc Bộ Tài chính, có chức năng tham mưu, giúp Bộ trưởng Bộ Tài chính quản lý nhà nước về thuế, tổ chức thực hiện công tác quản lý thu ngân sách nhà nước bao gồm: thuế, phí, lệ phí và các khoản thu thuộc ngân sách nhà nước (sau đây gọi chung là thuế) theo quy định của pháp luật về thuế và quy định của pháp luật có liên quan.

## Lịch sử phát triển
Ngày 10 tháng 9 năm 1945, Chính phủ đã ban hành sắc lệnh số 27/SL đặt ra Sở Thuế quan và thuế gián thu (trực thuộc Bộ Tài chính) dưới quyền điều khiển của một Tổng giám đốc được bổ nhiệm bằng sắc lệnh theo đề nghị của Bộ trưởng Bộ Tài chính. Trong cùng ngày, Chính phủ ra sắc lệnh bổ nhiệm ông Trịnh Văn Bính, Giám đốc Sở Thương chính Bắc Kỳ làm Tổng giám đốc. Để tách biệt với ngành hải quan, ngày 25 tháng 3 năm 1946 Bộ trưởng Bộ Tài chính đã ban hành nghị định số 210-TC thành lập Nha Thuế trực thu Việt Nam (trực thuộc Bộ Tài chính) có nhiệm vụ nghiên cứu, đề nghị thi hành và kiểm soát các công việc liên quan đến các loại thuế trực thu (thuế điền thổ, thuế thổ trạch, thuế môn bài, thuế lương bổng, thuế lãi doanh nghiệp, thuế lợi tức tổng hợp). Ở mỗi kỳ có Nha thuế trực thu cấp kỳ; ở mỗi tỉnh có phòng thuế trực thu.
Sau Đại hội Đảng Cộng sản Việt Nam II, Chính phủ đã ban hành hệ thống chính sách thuế mới, chủ yếu là thuế nông nghiệp và thuế công thương nghiệp. Ngày 14 tháng 7 năm 1951, Bộ Tài chính đã ban hành Nghị định số 55/NĐ thành lập Vụ Thuế Nông nghiệp (trực thuộc Bộ Tài chính) với nhiệm vụ xây dựng và tổ chức chỉ đạo, quản lý thu thuế nông nghiệp. Ở các liên khu, tỉnh, huyện, cơ quan tài chính trực tiếp phụ trách công tác chỉ đạo, quản lý thu thuế nông nghiệp trên địa bàn. Ngày 17 tháng 7 năm 1951, Bộ Tài chính đã ban hành Nghị định số 63/NĐ thành lập hệ thống tổ chức ngành thuế công thương nghiệp bao gồm Sở Thuế Trung ương (trực thuộc Bộ Tài chính), Phân sở thuế (cấp liên khu), Chi sở thuế ở cấp tỉnh, ở các tuyến có hoạt động xuất nhập khẩu lớn thành lập Chi sở thuế xuất nhập khẩu và Phòng thuế ở cấp huyện. Sở Thuế Trung ương có nhiệm vụ xây dựng và tổ chức thực hiện việc quản lý với mọi loại thuế (trừ thuế nông nghiệp và thuế trước bạ).
Ngày 7 tháng 4 năm 1959, Bộ Tài chính Việt Nam đã ban hành Nghị định số 144-TC/TCCB về điều lệ tổ chức Bộ Tài chính, trong đó Sở thuế Trung ương cũ được chuyển thành Sở Thuế Công thương nghiệp chuyên trách xây dựng và tổ chức thực hiện chính sách thuế công thương nghiệp, thuế rượu, thuế muối. Ngày 7 tháng 11 năm 1961, Sở Thuế Công thương nghiệp được chuyển thành Vụ Thu quốc doanh và thuế. Vụ Thuế nông nghiệp được chuyển thành Vụ Tài vụ hợp tác xã và thuế nông nghiệp. Ngày 20 tháng 3 năm 1974, Vụ thu quốc doanh và thuế cùng với Vụ Tài vụ hợp tác xã và thuế nông nghiệp lạI được giải thể để tổ chức thành Cục Thu quốc doanh và Vụ Thuế tập thể - cá thể. Ngày 18 tháng 11 năm 1978, Vụ thuế tập thể - cá thể tách thành Vụ Thuế Công thương nghiệp và Vụ thuế nông nghiệp. Ngày 10 tháng 11 năm 1980, Hội đồng Chính phủ ban hành Quyết định 120-CP quy định tổ chức ngành thuế công thương nghiệp thống nhất, theo đó thành lập Cục Thuế công thương nghiệp trực thuộc Bộ Tài chính. Ngày 15 tháng 7 năm 1983, theo Quyết định số 76/HĐBT đặt ra Cục Thu quốc doanh và quản lý tài chính xí nghiệp trung ương và hệ thống ngành dọc của Cục.
Sau Đổi mới, ngày 15 tháng 10 năm 1988, Hội đồng Bộ trưởng đã ban hành quyết định số 155/HĐBT và 156/HĐBT kiện toàn hệ thống thu thuế thành 3 cục là Cục Thu quốc doanh, Cục thuế công thương nghiệp, Cục Thuế nông nghiệp. Ngày 7 tháng 8 năm 1990, Hội đồng Bộ trưởng đã ban hành Nghị định số 218-HĐBT về việc thành lập ngành thuế nhà nước được hợp nhất từ 3 hệ thống tổ chức: thu quốc doanh, thuế công thương nghiệp, thuế nông nghiệp. Ngành thuế nhà nước được tổ chức qua 3 cấp từ Tổng cục Thuế, cục thuế đến chi cục thuế. Ngày 28 tháng 10 năm 2003, Thủ tướng Chính phủ đã ký Quyết định số 218/2003/QĐ-TTg quy định chức năng, nhiệm vụ, quyền hạn và cơ cấu tổ chức của Tổng cục Thuế trực thuộc Bộ Tài chính.
Từ ngày 1 tháng 3 năm 2025, trong cuộc Cải cách thể chế Việt Nam 2024–2025, mô hình Tổng cục bị bãi bỏ, Tổng cục Thuế được chuyển đổi thành Cục Thuế. Ông Mai Xuân Thành giữ chức Cục trưởng. Tác động từ Sáp nhập tỉnh, thành Việt Nam 2025 cũng khiến 63 Cục Thuế tỉnh trước đây, chuyển thành 20 chi cục Thuế khu vực và sau đó cơ cấu lại thành 34 đơn vị Thuế tỉnh, thành phố và 350 đơn vị Thuế cơ sở.

## Cơ cấu tổ chức

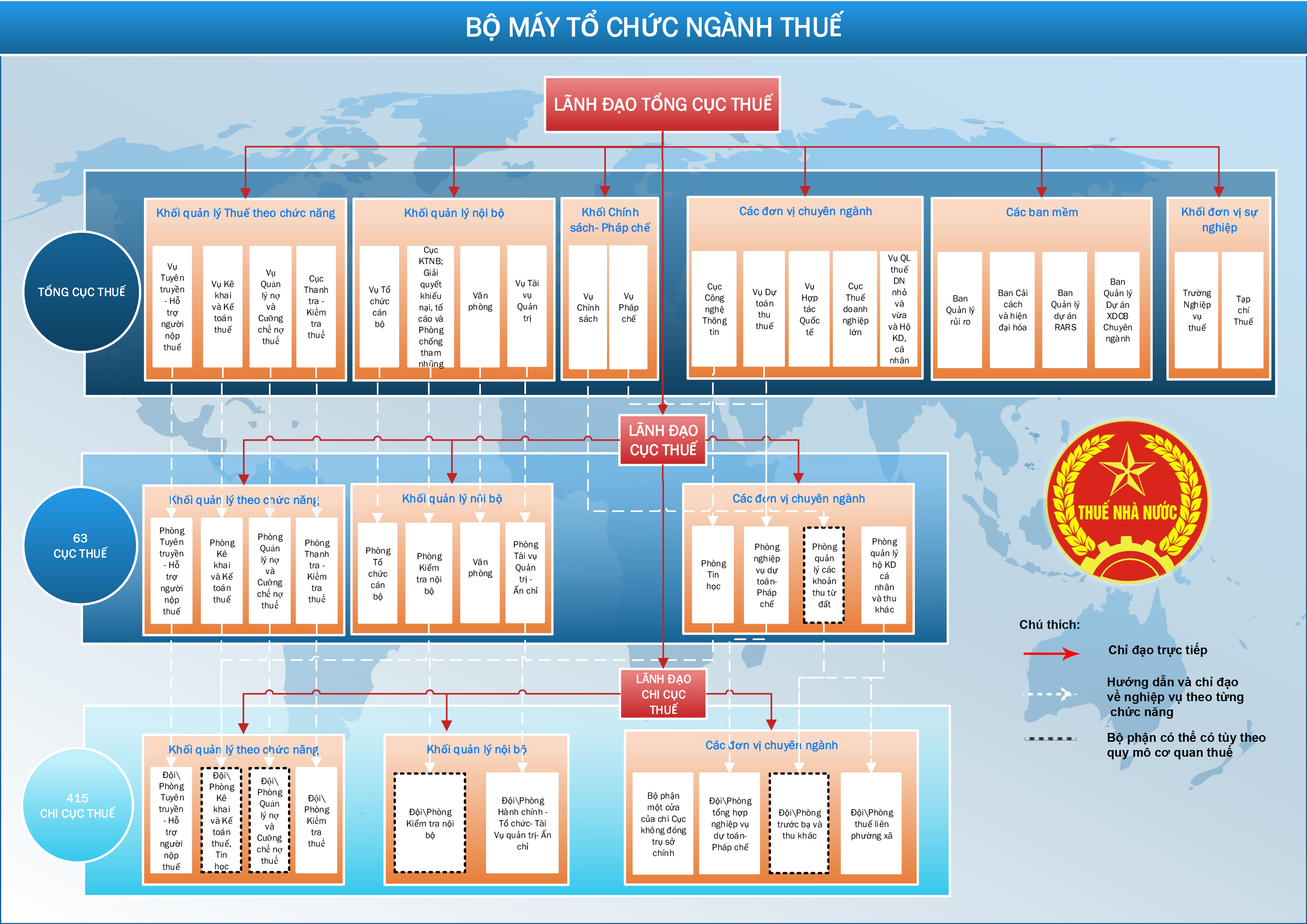
Sơ đồ tổ chức ngành Thuế Việt Nam (trước 1/3/2025)

Chức năng, nhiệm vụ, quyền hạn và cơ cấu tổ chức của Cục Thuế được quy định tại Quyết định số 381/QĐ-BTC ngày 26 tháng 2 năm 2025 của Bộ trưởng Bộ Tài chính Việt Nam, sau đó được sửa đổi trong một quyết định khác vào ngày 30 tháng 6 năm 2025. Theo đó, Cục Thuế ở cấp Trung ương có 12 đơn vị bao gồm: Văn phòng; Ban Chính sách, thuế quốc tế; Ban Pháp chế; Ban Nghiệp vụ thuế; Ban Dự toán, thống kê thuế; Ban Quản lý tuân thủ và hỗ trợ người nộp thuế; Ban Công nghệ, chuyển đổi số và tự động hóa; Ban Kiểm tra; Ban Tổ chức cán bộ; Ban Tài vụ, quản trị; Chi cục Thuế doanh nghiệp lớn; Chi cục Thuế thương mại điện tử. Đây là các tổ chức hành chính giúp Cục trưởng Cục Thuế thực hiện chức năng quản lý nhà nước.